# Misja Japonsjtjik

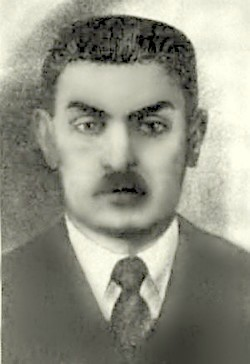
Misja Japonsjtjik

Misja Japonsjtjik, egentligen Michail Vinnitskij (ryska: Мойше-Янкель Меер-Вольфович Ви́нницкий: Mojsje-Jankel Meer-Volfovitj Vinnitskij), född 30 oktober 1891 i Odessa i Guvernementet Cherson i Kejsardömet Ryssland, död 29 juli 1919 i Voznesensk, Ukrainska SSR, var en rysk brottsling, revolutionär och soldat i Odessa under Kejsardömet Rysslands sista år och deltog på kommunistsidan i ryska inbördeskriget. 
Japonsjtjik har bland annat inspirerat till böcker, pjäser, filmer, sånger och föreställningar, däribland författaren Isaak Babel, själv också från Odessa, till Robin Hood-gestalten Benja Krik i Berättelser från Odessa (1931), som handlar om judiska gängmedlemmar i den fattiga stadsdelen och judiska gettot Moldavanka. Babel skrev 1926 manuset till äventyrskomedin Benja Krik regisserad av Vladimir Vilner. Den ryska dramaserie, vars svenska titel är Gudfadern i Odessa (2011), baserar sig löst på hans levnadsöde.

## Källa
- Gudfadern i Odessa Gangster, älskare, revolutionär, YLE